# 日吉村 (千葉県長生郡)
日吉村（ひよしむら）は、千葉県長生郡（長柄郡）にかつて存在した村である。現在の長柄町の南東部に位置している。
現在の長柄町の町役場が置かれている。長柄町立日吉小学校などにその名をとどめる。

## 沿革
- 1889年（明治22年）4月1日 - 町村制施行により榎本村、小榎本村、徳増村、長富村、桜谷村、鴇谷村、針ヶ谷村、立鳥村が合併して長柄郡日吉村が発足。
- 1897年（明治30年）4月1日 - 長狭郡、上埴生郡が統合されて長生郡となる。
- 1955年（昭和30年）4月29日 - 長柄村、水上村と合併し、長柄町を新設。同日日吉村廃止。